# Gleisdorf
Gleisdorf est une commune autrichienne du district de Weiz en Styrie.

## Galerie

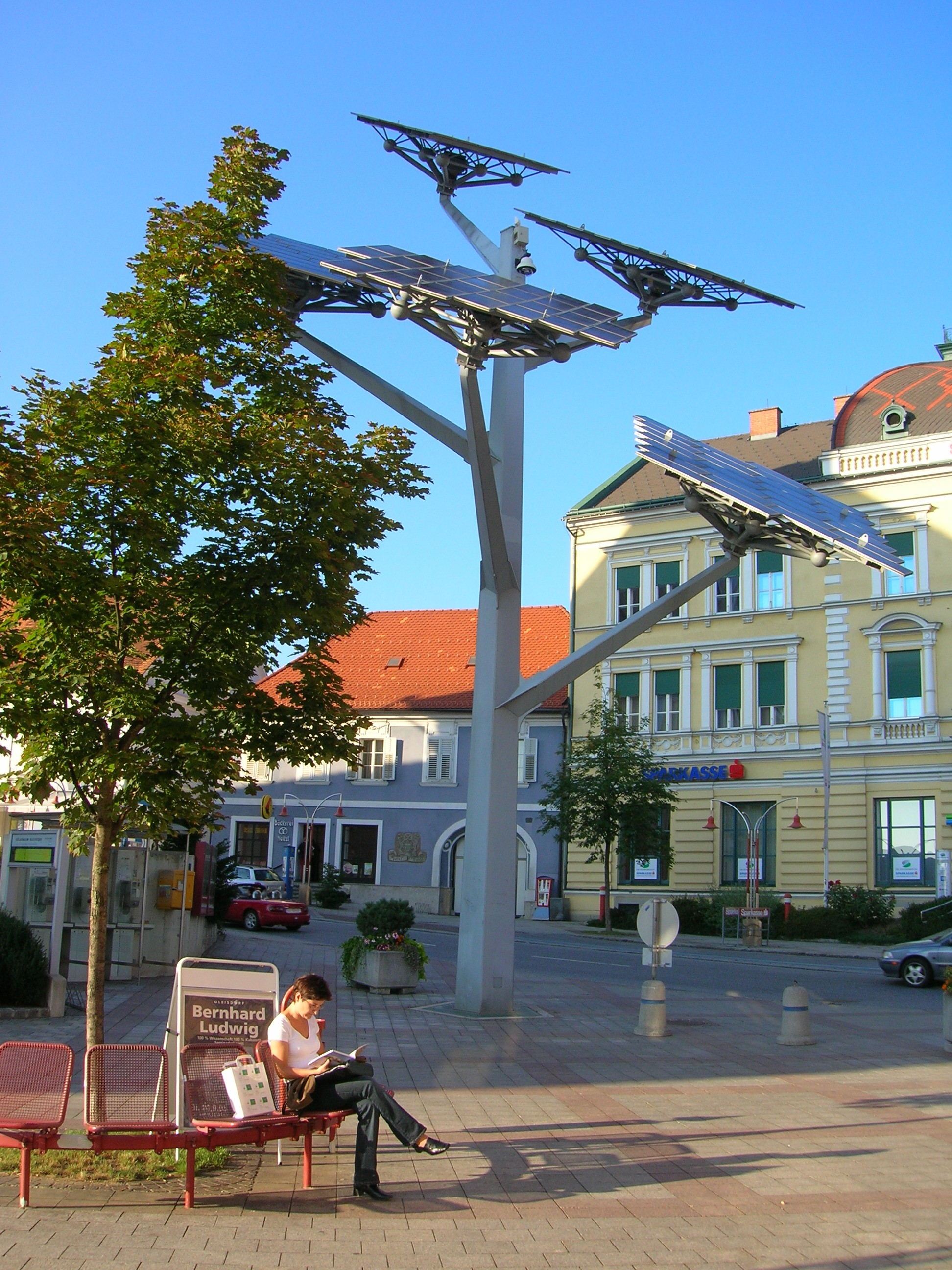
L'Arbre solaire, sculpture de Hartmut Skerbisch (2005).

## Jumelages
La ville de Gleisdorf est jumelée avec :
- Nagykanizsa (Hongrie)
- Winterbach (Allemagne)
- Aszófő (Hongrie)